# Tropicus hevelorum
Tropicus hevelorum is een keversoort uit de familie oevergraafkevers (Heteroceridae). De wetenschappelijke naam van de soort is voor het eerst geldig gepubliceerd in 2007 door Skalický.